# Baia Ozernoj

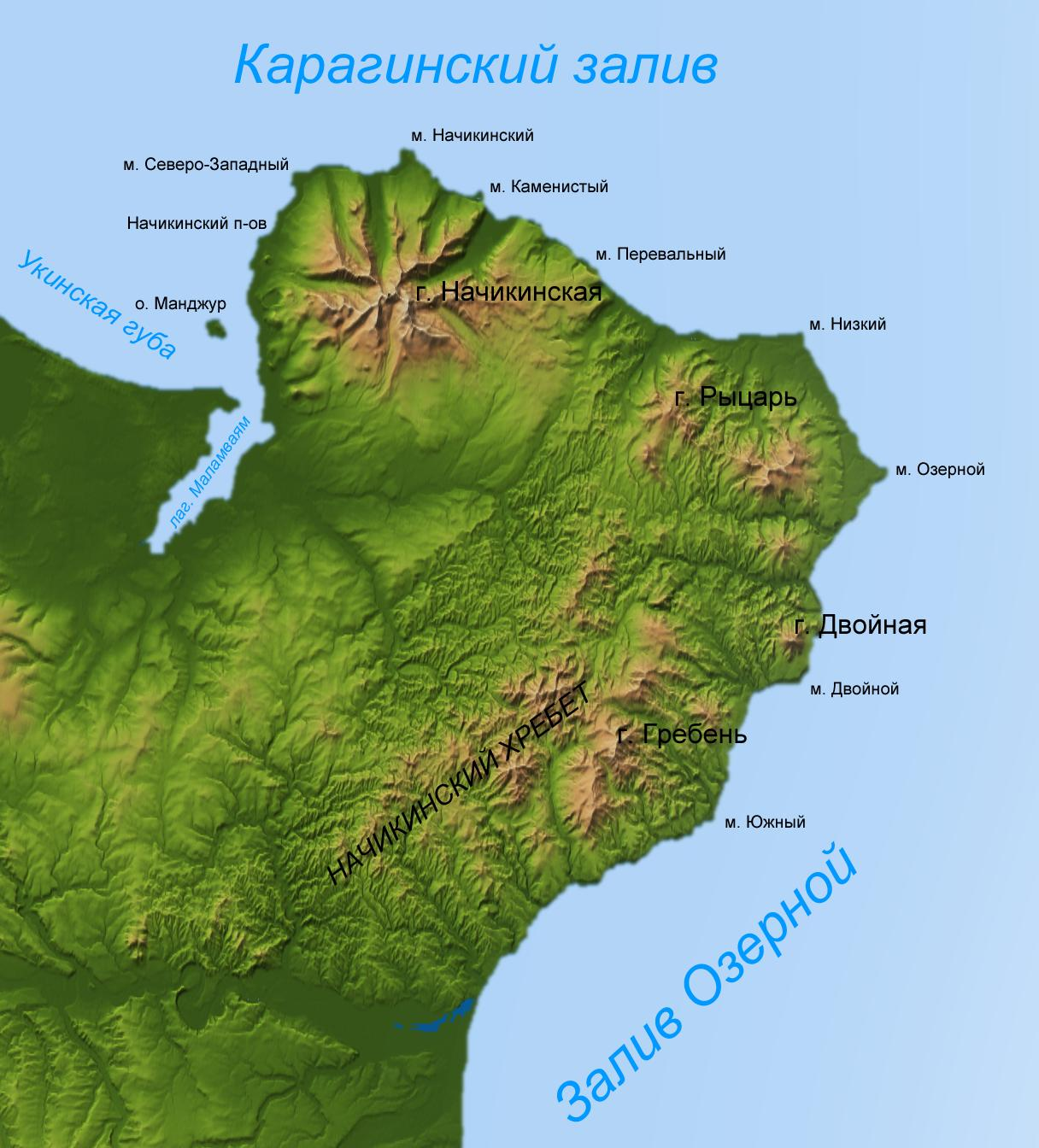
Mappa della penisola di Ozernoj con la baia di Ozernoj a sud.

La baia di Ozernoj (in russo залив Озерной, zaliv Ozernoj) è una baia situata nel mare di Bering, lungo la costa orientale della penisola della Kamčatka, in Russia.
È delimitata dalla penisola Ozernoj a nord, che la separa dal golfo Karaginskij, e a sud dalla penisola Kamčatskij che la separa dal golfo della Kamčatka.